# Тадеуш Рейтан
Тадеуш Рейтан (біл. Тадэвуш Рэйтан, пол. Tadeusz Reytan, Tadeusz Reyten, Tadeusz Rejtan; 1740, Грушівка — 8 серпня 1780, Грушівка) — правознавець, юрист, автор мемуарів та численних маніфестів, військовий і політичний діяч Великого князівства Литовського. Учасник Барської конфедерації, депутат «подільного» Сейму Речі Посполитої від Новогрудського воєводства Великого князівства Литовського провінції Речі Посполитої. Разом з кількома іншими послами рішуче протидіяв анексії Російською імперією державних територій Великого князівства Литовського, провінції Речі Посполитої. Вважається одним з останніх, хто позитивно застосовував вето «Liberum veto». В Білорусі та Польщі вважається національним героєм, прикладом патріотизму і самовідданості. Його ім'ям названі численні школи, гімназії, ліцеї, військові частини тощо.

## Життєпис

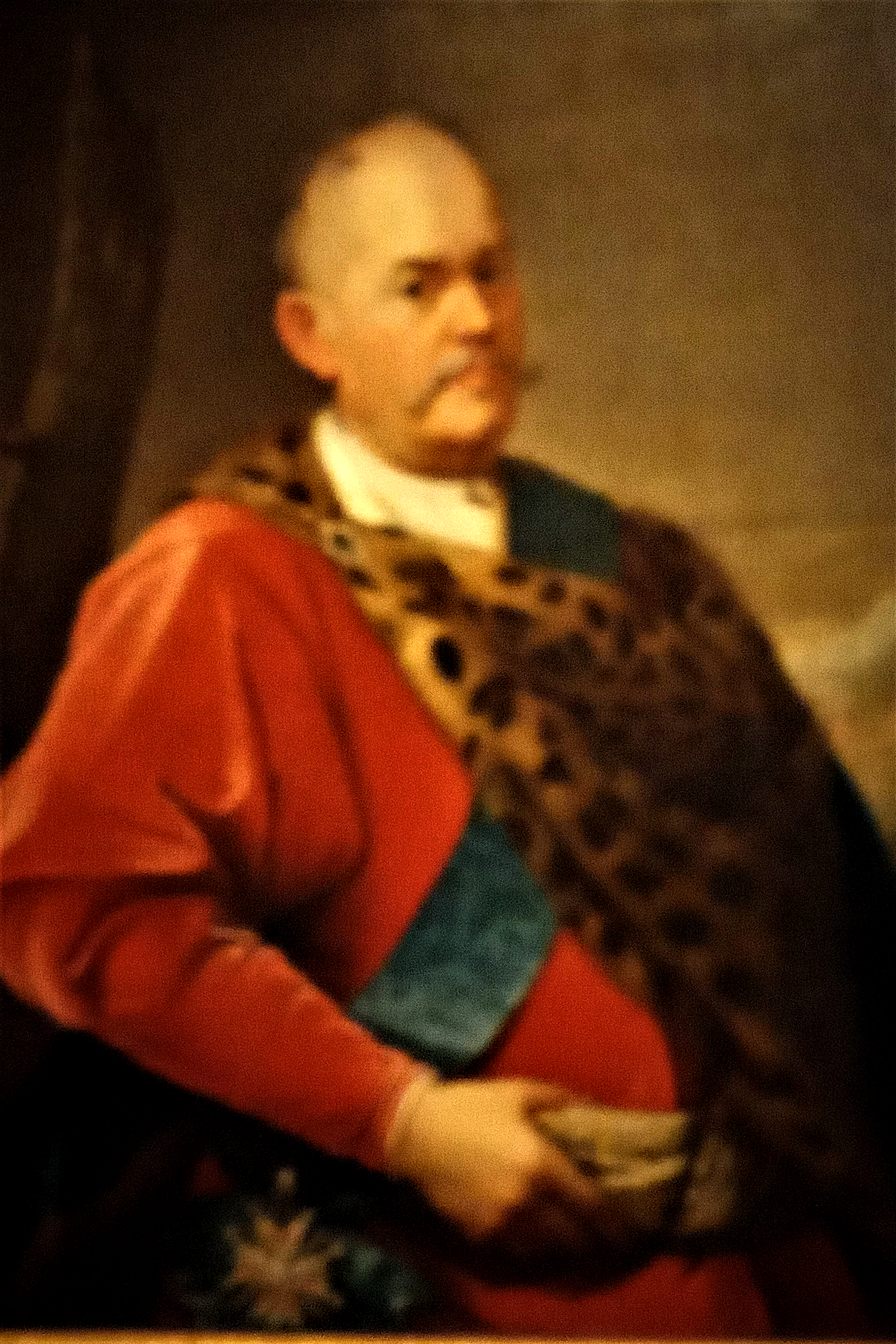
Портрет Т.Рейтана. Королівський палац у Варшаві

Походив з білоруського (литвинського) шляхетського роду Рейтанів власного гербу «Рейтан» дворян Князівської Пруссії (лицарів прибічників династії Радзивіллів), котрі осіли у ВКЛ з XVII ст., і мали тісні стосунки з гетьманом Михайлом Радзивіллом «Рибонькою». Тадеуш Рейтан — син заможного землевласника Домініка Михайла, підкоморія Новогрудського, і його дружини Терези з роду Володковичів гербу «Радван» (з родини стольника Мінського). Брат Михайла, писаря земського Новогрудського, онук Михайла — скарбника Мозирського. Його батько (Домінік М. Рейтан), дід Михайло (за Каспером Несецьким, дружина діда — Росудовська, вдова Вониловича) та прадід були одружені з місцевими шляхетними литвинками, і Т. Рейтан почувався приналежним до білоруського народу, пишався Батьківщиною Велике князівство Литовське. Т. Рейтан ріс в родині, де батько дбав за виховання нащадків: усім дав тодішню добру освіту. Домінік М. Рейтан мав 8 дітей: 5 синів та 3 доньок.
Тадеуш Рейтан народився в жовтні-листопаді 1740 р. (25 жовтня або 28 жовтня), про що говорить ім'я Тадеуш, яке, згідно католицьким традиціям, давалося на честь святого апостола Тадея тим, хто народжувався наприкінці жовтня. Є версія про дату народження (20 липня) 20 серпня 1742 р., але відносять до дати його Хрещення.
- Початкову освіту отримав у піарів[8]. Навчання відбувалося у католицькій Новогрудській гімназії[1].
- Студіював право у навчальному закладі «Колегіум нобіліум» у м. Варшава[6][8].
- Вищі студії отримав у єзуїтів у м. Вільно в колегіумі «Колегіум нобіліум»[1]. Де у студентські роки осуджував матеріально вигідне зрадництво (помічений ректоратом у конфлікті зі студентом, котрий виправдовував зраду державного службовця Швеції на користь служіння Росії).

Служив капітаном артилерії у замку «Ляховичі») в приватній армії князів Радзивіллів. Брав участь у Барській конфедерації.
З художнього твору Генрика Жевуського відомо, що Т. Рейтан скасував заплановане особисте весілля через те, що побачив у будинку своєї нареченої знак пошани ворогів Великого князівства Литовського — портрет російського імператора Петра I, коли сказав:

|  | Я не можу взяти дружиною панянку із дому, де в такій пошані мій ворог |

### Обрання послом
- У серпні 1772 р. керівники Росії, Австрії та Пруссії ослабивши Річ Посполиту, домовилися про Перший поділ її території між собою. Ще в 1719 р. був підготовлений проект поділу Речі Посполитої Пруссією, Австрією та Саксонією[1].
- 18 вересня 1772 р. зазначені держави повідомили владу Речі Посполитої про своє рішення та дії на скоєння поділу її території і зажадали скликання «надзвичайного сейму» (вального сейму), щоб формально підтвердити законність російської окупації: складова частина Речі Посполитої територія Великого князівства Литовського (ВКЛ) — на користь Російської імперії відривалася східна частина білоруських земель з Полоцьком, Вітебськом, Могильовом та Гомелем загальним розміром приблизно в 82 тисячі кв. км, з населенням понад одного мільйона осіб. Король Станіслав Август опинився в дипломатичній ізоляції, а в його країні були війська іноземних окупантів. Тому він змушуваний був видати Універсал про скликання повітових сеймиків. Що повинні були вибрати депутатів від Польщі та ВКЛ на «вальний сейм» у Варшаві, який призначався на 19 квітня 1773 р.

- 22 березня 1773 р. Тадеуш Рейтан разом з Самуелем Корсаком (1745—1794 роки життя) на шляхетському сеймику Новогрудського воєводства від Новогрудського повіту (у той час у складі даного воєводства були Новогрудський, Слонімський і Волковиський) був обраний депутатом на засідання Сейму Речі Посполитої 19 квітня 1773 р. у Варшаві (так званий «подільний» Сейм тривав 1773—1775 рр.), і Тадеуш Рейтан брав участь у ньому в м. Варшаві. Заздалегідь було відомо про плани проросійської коаліції депутатів Сейму затвердити «Перший розділ Польщі» на користь російської політики. Катерина II до підписання акту про розділ Речі Посполитої в Російській імперії (5 серпня 1772 р.) жадала «узаконити» загарбання Великого князівства Литовського. Тобто через вищий законодавчий орган Речі Посполитої Сейм провести рішення про поділ. Коли піддані держави не мирилися з цим, тоді російські солдати приходили до кожного «переконувати» зброєю. Російські дипломати (посли) в м. Варшаві передавали російські гроші від Катерини II для депутатів Сейму, особисто споювали їх алкогольними напоями. Всі депутати вже були готові з втратою Батьківщини, крім Т. Рейтана[1][6].

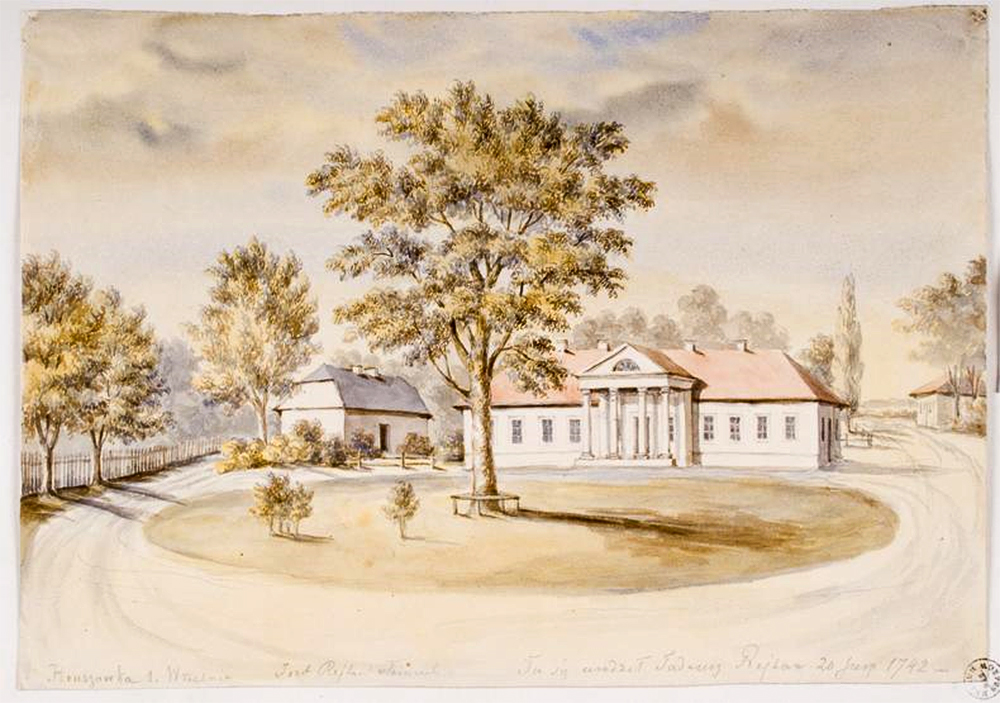
двір маєтку Рейтанів у с. Грушівці (робота Наполеона Орди (1864—1876 рр.)

За давньою традицією для депутатів (послів) на загальнодержавний Сейм від імені повітового сеймику шляхти вироблялася і затверджувалася спеціальна Інструкція. Депутати повинні були всіма силами відстоювати на Сеймі наказ шляхти, ні в чому не відступаючи від неї. Інструкція, яку отримали посли виділялася категоричністю своїх заповідей: Рейтан і Корсак С. повинні були наполягати на повній евакуації (передислокації) російських військ з території Великого князівства Литовського в Росію. Вони отримали наказ перешкоджати державним зрадникам на Сеймі доти, доки не будуть обрані спеціальні представники інших європейських держав з метою одержання певних гарантій щодо збереження цілісності та недоторканості країни, дотримання суверенітету держави Річ Посполита.
Спільно з іншими шляхтичами, серед яких відзначилися Самуель Корсак з м. Новогрудок і Станіслав Богушевич — депутат від Мінського повіту, Тадеуш Рейтан намагався зірвати Сейм, щоб не допустити зрадницького розділу держави, затвердження «Першого поділу Речі Посполитої». Вони обґрунтовували свою позицію законними підставами (формальними причинами), оскільки згідно з тодішнім законом це засідання Сейму мало проходити в м. Гродно, а не у м. Варшаві, і головувати як сеймовий маршалок повинен був підданий Великого князівства Литовського, а не підданий Корони Королівства Польського — кухмістр великий коронний Адам Понінський гербу «Лодзя» — депутат від Познані. Крім того, Сейм скликався не як конфедеративний, але як «звичайний», і починати його під знаком конфедерації було незаконно в тодішньому правовому полі. Тадеуш Рейтан останній, хто позитивно застосовував вето «Liberum veto».
А. Понінський отримав перед Сеймом у 1773 р. хабаря від російського дипломата за згоду лобіювати російські політичні інтереси в Сеймі. Пізніше за ці гроші він був здатний купити собі ще вищу посаду після Сейму — великого підскарбія коронного (аналог сучасного міністра фінансів). А. Понінського підтримали всі депутати, крім трьох осіб: Рейтан, Корсак С., Богушевич С. з ВКЛ. Одразу А. Понінському більшість депутатів намагалися вручити жезл маршалка Сейму. Але присутній Рейтан відібрав жезл та заявив:

|  | Я такий самий маршалок як і ви. Я узурпую владу так само, як і ви. Бо ви присвоюєте собі незаконно владу |

Виник конфлікт серед групи депутатів з метою силою відібрати жезл у Рейтана, чим засідання Сейму було тимчасово зірвано, зрадницьке рішення депутати не ухвалили, Рейтан виграв час. Велич особистості Тадеуша Рейтана ще в тому, що він знав перспективи ситуації, але як лицар-ідеаліст був здатний на вчинок незважаючи на небезпеку, він пішов на самопожертву.
Три дні (з 19 до 22 квітня 1773 р.) Т. Рейтан разом з однодумцями (більшість яких була виключно з ВКЛ) не давав можливості ватажку проросійської коаліції А. Понінському очолити Сейм для юридичного довершення акту державної зради на користь Російської імперії. Після 36 годин без їжі та без спочинку у вирішальний момент для долі країни Т. Рейтан отримав нервове виснаження. Секретар Сейму казав королю Станіславу Августові Понятовському про Т. Рейтана:

|  | Ця людина створена для війни |

Навіть 20 квітня 1773 р. польський державний службовець А. Понінський прибув було на Сейм з ескортом окупаційних російський військ та прусських солдат.
На третій день Т. Рейтан роз'яснював перспективу співвітчизникам депутатам Сейму, чим загрожує втрата суверенітету для державності країни, закликав їх до совісті та відповідальності, але ці депутати його не слухали, та почали розходитися. Адам Понінський через агентів впливу серед проросійської коаліції депутатів Сейму передавав Т. Рейтанові хабар 2000 злотих для відмови від своїх переконань. У відповідь Т. Рейтан запропонував Адамові Понінському особистих 5000 злотих за його підтримку державного суверенітету країни проти російської окупації. Після чого Адам Понінський особисто пообіцяв вбити Тадеуша Рейтана, на що той посміхнувся й відповів:

|  | Заради Батьківщини — я готовий вмерти |

Спочатку агенти впливу проросійських сил у Сеймі прохали Т. Рейтана, щоб він відступив від патріотизму перед агресивною політичною волею Росії. Потім хотіли, як і інших, підкупити грошима. Нарешті, конфедеративний суд на догоджання бажанню Росії прийняв юридичну Постанову про позбавлення Т. Рейтана «майна та честі» й вигнати з власної ж країни, впливаючи на сферу його приватного життя. Проте Т. Рейтан як депутат Новогрудського повіту на державному Сеймі залишався непохитним.
Особливо драматичного характеру події набули під час патріотичної промови Самуеля Корсака, в якій той викривав інтригу підросійських послів-зрадників Вітчизни, голосами яких Росія користала. Не чекаючи закінчення виступу, депутати почали виходити із зали. Але Тадеуш Рейтан вимагав від депутатів Сейму протесту проти Поділу Речі Посполитої, і не випускав депутатів із залу засідань. Коли всі засоби були вичерпані, Тадеуш Рейтан ліг знаком хреста перед виходом і закричав: 

|  | Убийте мене, затопчіть, але не вбивайте Вітчизну! Топчіть мене, не топчіть державу! |

Закликав любити Бога й країну. Проросійськи налаштована коаліція депутатів Сейму пройшла через нього.
Наступного дня російський посол Отто Магнус фон Штакельберг заявив королю і великому князю Станіславу Августові Понятовському від імені Катерни II ультиматум (погрозу) до 22 квітня ухвалити рішення:
- або беззастережне підпорядкування Речі Посполитої (Польща, Литва, Білорусь, Україна) державній волі Росії,
- або буде введено в м. Варшаву 50-тисячне озброєне російське військо, і вщент буде розбите місто з околицями.

Станіслав Август Понятовський мав борги перед Катериною II, яка фінансувала його передвиборчу компанію (та інше) для лобіювання російських політично-економічних інтересів у Речі Посполитій сумою більше як 33 мільйони злотих (станом на 1 січня 1793 р.), чому він і підтримав поділ власної держави на користь Росії. На знак протесту всі депутати Великого князівства Литовського покинули зал Сейму. А інші депутати Сейму замість формування юридичного акту протесту та скликання мобілізації на оборону держави приєдналися до запропонованої Росією моделі державного життя Польщі — конфедерація. Через що в роботі Сейму, який приєднався до проросійської політики, Рейтан Т. і Корсак С. участі вже не брали.
Протест Тадеуша Рейтана зображено на картині Яна Матейко «Рейтан і занепад Речі Посполитої». Він вів щоденник свого посольства для «екстраординарного сейму» (ще в XIX столітті знаходився на зберіганні в родовому маєтку Рейтанів).
Для Т. Рейтана прусський генерал гарнізону у Варшаві Роберт Сципіо фон Лентулус (нім. Robert Scipio Freiherr von Lentulus; *1714-†1780) організував військовий захист гусарами. Адже білоруським депутатам та особисто Т. Рейтанові А. Понінський з проросійською коаліцією депутатів Сейму погрожували фізичним знищенням. У м. Варшаві під час Сейму Т. Рейтан міняв помешкання ховаючись від найманих вбивць. А 19 березня 1775 р. у супроводі своїх братів він повернувся у свій маєток «Грушівку».

### Маніфест
1 грудня 1773 р. Тадеуш Рейтан склав Маніфест, де констатував нелегітимність конфедерації і трактатів про розподіл Речі Посполитої.

### Смерть
Залишений більшістю депутатів Сейму та впевнений у своїх переконаннях Т. Рейтан тяжко захворів. Помер у наслідку «нещасного випадку» під час приїзду в дім Т. Рейтана російського офіцера, де було інсценоване самогубство, а вже потім російська окупаційна влада оголосила його «безумцем» (психічно хворим). Мотив був — А. Понінський при свідках особисто обіцяв вбити Тадеуша Рейтана.
За різними версіями, він був убитий («пораненням склом», «від пострілу», «від кинджалу»); або «покінчив з собою» за кумедною офіційною російською версію, культивованою серед поляків (буцімто «бився о скло та їв розбите скло», буцімто супроводжував ці дії фантазіями про «наступ російських військових» на Польщу). Що було вигідно і тим полякам, які не бажали визнавати у історичному минулому своєї малодушності та зрадництва. А особливо було вигідно російським окупантам отримати «виправдання» своєї військової агресії, на знак «узаконення» російської загарбницької політики шляхом приниження навіть у спогадах гідності Тадеуша Рейтана, небезпечного для Росії його кваліфікованою й вчасною юридичною оцінкою історичних подій. Смерть його настала у маєтку «Грушівка» коло замку «Ляховичі» 8 серпня 1780 р.. Але відомо, що він помирав у моральних муках, під час чого встиг отримати католицьку Сповідь. Мета зіпсуття спогадів у пам'яті нащадків зрозуміліша через причинно-наслідковий зв'язок хронології польських повстань та карательні придушення їх російськими військами (наприклад 1794, 1830–1831, 1863 років).
На чолі з Адамом Чарторийським польська підросійська еміграція виступала проти демонстрації картини Яна Матейка з образом Тадеуша Рейтана з метою приховування факту державної зради поляків та продажу своєї держави росіянам, як поляки переступали через Тадеуша Рейтана в Сеймі. Незважаючи на це в 1867 р. на художній виставці у Парижі ця картина була показана з назвою «Рейтан — занепад Польщі» і французи удостоїли її вищої нагороди «Золота медаль». Імператор Австрії Франц Йосиф I придбав її в особисту картинну колекцію. Навіть серед ворогів високо-моральний вчинок, постать особи Т. Рейтана знаходила симпатиків.
Російська історіографія стійкого патріота і противника нав'язування російської політики в своїй державі Тадеуша Рейтана тенденційно і донині сприймає як «психічно хворого» (з метою змінити ставлення до нього та усунути виховання на його прикладі нових патріотів-героїв), бо той став на заваді російської окупації, та міг змінити хід історії (див. «Разбор шляхти»).

## Вшанування пам'яті

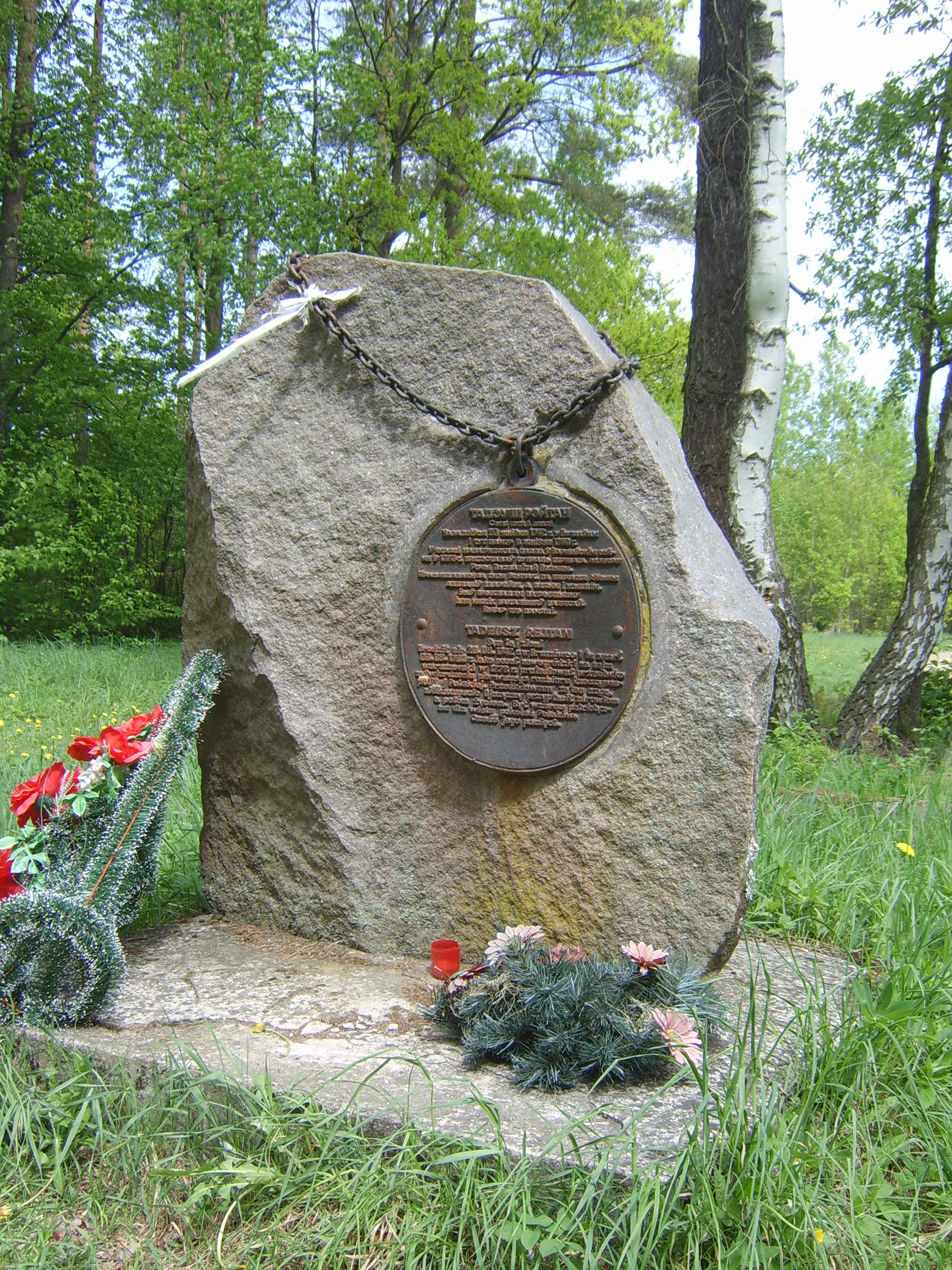
Меморіальна брила Тадеушу Рейтану близько усипальниці села Грушівка у Білорусі (2009 р.)

Ще сучасники вважали Тадеуша Рейтана національним героєм. Чотирирічний сейм (1788–1792 рр.) визнав його «гідним національної жалоби», а його дії — «зразок для наслідування». Було ухвалене рішення цим сеймом (1788—1792 рр.) поставити меморіальну дошку з його іменем в Сеймі. Поширювали в Польщі культ його характеру як істинного патріота з почуттям обов'язку.
У даний час тільки Білорусь та Польща вважає Тадеуша Рейтана національним героєм, прикладом патріотизму і самовідданості. Його ім'ям названі численні школи, гімназії, ліцеї, військові частини тощо. Хоча землі і народ України з Литвою також входили до згаданого державного утворення, яке захищав Тадеуш Рейтан від російської окупації. На жаль ця постать мало знана та мало вшановувана в Україні та Литві. Він був іменований нині як «білоруський Дон Кіхот».
Тадеушу Рейтанові присвячувалися чисельні художні твори, вірші, пісні та книги. Наприклад, повість Г. Жевуського з 1839 р., картина Я. Матейка «Рейтан» (1864–1866 рр.), нарис Юліана Нємцевича «Життя Тадеуша Рейтана» (1818 р.); Станіслав Сташиць, Шуйський Юзеф, Ян Лєхонь, Северин Гощинський, Марія Конопницька та ін.. Т. Рейтана прославив А. Міцкевич у своїй поемі «Пан Тадеуш» та інші.
- У 1860 р. зроблена медаль з його обличчям[7].
- У 1930 р. були здійснені розкопки на місці поховання Тадеуша Рейтана локалізованого коло його приватного двору[16].
- У середині XIX ст. в селищі Грушівка (його родовому маєтку) встановили бюст Тадеуша Рейтана (бюст профінансувала його сім'я в 1860 р.[7]), що нині зберігається в Національному музеї м. Краків[6],
- у 1993 р. — в селищі Грушівка встановили меморіальний знак[6].
- У 1997 р. в Ляховичах зареєстровано громадську організацію «Історичне об'єднання Тадеуша Рейтана».
- У 2013 р. кураторською групою фестивалю «Дах» у м. Мінську була заснована «Артспілка імені Тадеуша Рейтана» (секретар даної артспілки став Змітер Юркевич)[1]. Завдяки науковій роботі, яку провели учасники спілки, вдалося спростувати багато міфів про життя Тадеуша Рейтана. А також встановити приблизну дату його народження. Всупереч думці Юлія Немцевича (земляка Т. Рейтана), який першим в 1819 р. зробив спробу описати життєвий шлях героя Сейму 1773 р.